# Bergen (Szászország)
Bergen település Németországban, azon belül Szászország tartományban. Lakosainak száma 941 fő (2023. december 31.).

## Népesség
A település népességének változása:
| Lakosok száma | 1022 | 960  | 953  | 953  | 945  | 941  |
|               | 2014 | 2017 | 2019 | 2021 | 2022 | 2023 |